# 6 Heures de Spa-Francorchamps 2022
Navigation
Édition précédente Édition suivante
Les 6 Heures de Spa 2022 (officiellement appelé les Total 6 Heures de Spa-Francorchamps 2022), sont la 42e édition de l'épreuve et la 2e manche du calendrier du Championnat du monde d'endurance FIA 2022.

## Engagés

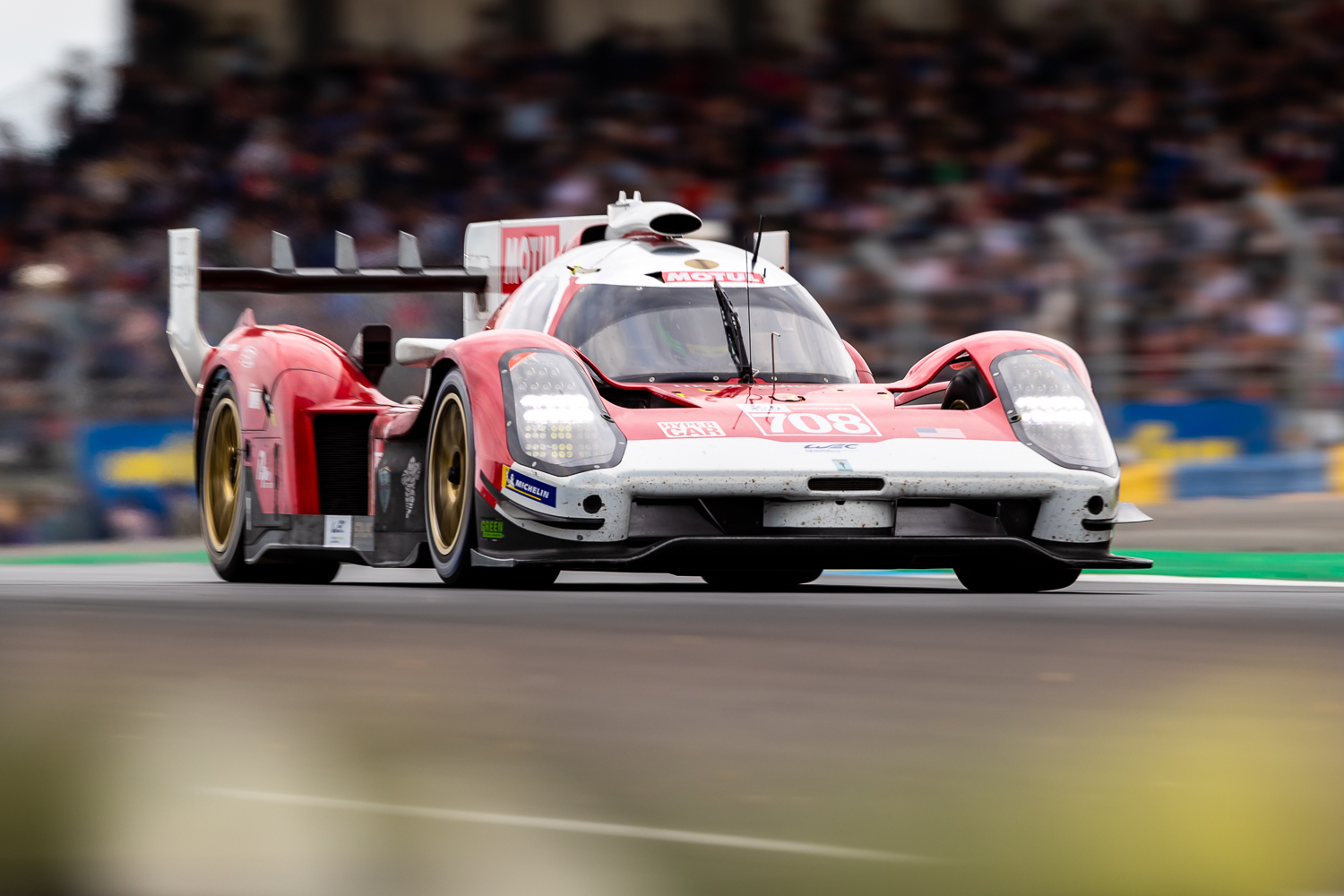
la SCG 007 n°708 de l'écurie américaine Glickenhaus Racing

La liste officielle des engagés était composée de 37 voitures, dont 4 en Hypercar, 15 en LMP2, 5 en GTE Pro et 13 en GTE Am. 
Dans la catégorie Hypercar, il est à noter le remplacement du pilote australien Ryan Briscoe par le pilote brésilien Luis Felipe Derani aux mains de la SCG 007 n°708 de l'écurie américaine Glickenhaus Racing. La BoP de l'Alpine A480 avait été revue, avec une réduction de puissance de 20 kW (kilowatt), ce qui représente une perte de 27 CV.
Dans la catégorie LMP2, après avoir manqué les 1 000 Miles de Sebring pour cause d'engagement avec le Cadillac Racing, le pilote français Sébastien Bourdais a remplacé le pilote allemand Mike Rockenfeller aux mains de l'Oreca 07 n°10 de l'écurie anglaise Vector Sport. Alex Lynn, dans la même situation que Sébastien Bourdais aux 12 Heures de Sebring, a remplacé le pilote écossais Paul di Resta aux mains de l'Oreca 07 n°23 de l'écurie américaine United Autosports USA. Le pilote anglais Alex Brundle, qui avait manqué les 1 000 Miles de Sebring pour cause de Covid 19, a retrouvé le volant de l'Oreca 07 n°34 de l'écurie polonaise Inter Europol Competition. Le pilote néerlandais Bent Viscaal a remplacé le pilote suisse Mathias Beche aux mains de l'Oreca 07 n°44 de l'écurie slovaque ARC Bratislava.
Pour la catégorie LMGTE Pro, la BoP de la Porsche 911 RSR-19 avait été revue et la capacité de leur réservoir réduite de 2 litres, passant de 102 à 100 l.
Dans la catégorie LMGTE Am, le pilote portugais Henrique Chaves a remplacé le pilote français Florian Latorre aux mains de l'Aston Martin Vantage AMR n°44 de l'écurie britannique TF Sport. Pour cause de Covid 19, la pilote belge Sarah Bovy avait dû déclarer forfait. La pilote danoise Michelle Gatting étant cas contact de Sarah Bovy, avait dû également déclarer forfait à l'épreuve. Elles ont été remplacées par la pilote française Doriane Pin et la pilote danoise Christina Nielsen. Le pilote belge Jan Heylen a remplacé le pilote français Julien Andlauer aux mains de la Porsche 911 RSR-19 n°88 de l'écurie allemande Dempsey-Proton Racing. Après avoir manqué les 1 000 Miles de Sebring, la Porsche 911 RSR-19 n°86 de l'écurie britannique GR Racing a fait ses débuts dans le championnat. La BoP de la Porsche 911 RSR-19 avait été revue et la capacité de leur réservoir réduite de 2 litres, passant de 99 à 97 l.

## Qualifications
| Pos. | Classe      | N°  | Écurie                    | Pilote                | Temps          | Écart      | Grille |
| ---- | ----------- | --- | ------------------------- | --------------------- | -------------- | ---------- | ------ |
| 1    | Hypercar    | 708 | Glickenhaus Racing        | Olivier Pla           | 2 min 02 s 771 | --         | 1      |
| 2    | Hypercar    | 36  | Alpine Elf Team           | Matthieu Vaxiviere    | 2 min 02 s 999 | + 0 s 228  | 2      |
| 3    | Hypercar    | 7   | Toyota Gazoo Racing       | Kamui Kobayashi       | 2 min 03 s 087 | + 0 s 316  | 3      |
| 4    | Hypercar    | 8   | Toyota Gazoo Racing       | Brendon Hartley       | 2 min 03 s 137 | + 0 s 366  | 4      |
| 5    | LMP2 Pro-Am | 83  | AF Corse                  | Alessio Rovera        | 2 min 04 s 246 | + 1 s 475  | 5      |
| 6    | LMP2        | 31  | Team WRT                  | Robin Frijns          | 2 min 04 s 290 | + 1 s 519  | 6      |
| 7    | LMP2        | 22  | United Autosports USA     | Filipe Albuquerque    | 2 min 04 s 451 | + 1 s 680  | 7      |
| 8    | LMP2        | 9   | Prema ORLEN Team          | Louis Delétraz        | 2 min 04 s 548 | + 1 s 777  | 8      |
| 9    | LMP2        | 41  | Realteam par WRT          | Norman Nato           | 2 min 04 s 640 | + 1 s 869  | 9      |
| 10   | LMP2        | 38  | Jota                      | Will Stevens          | 2 min 04 s 692 | + 1 s 921  | 10     |
| 11   | LMP2        | 28  | Jota                      | Jonathan Aberdein     | 2 min 04 s 717 | + 1 s 946  | 11     |
| 12   | LMP2        | 5   | Team Penske               | Felipe Nasr           | 2 min 04 s 887 | + 2 s 116  | 12     |
| 13   | LMP2        | 10  | Vector Sport              | Nico Müller           | 2 min 04 s 985 | + 2 s 214  | 13     |
| 14   | LMP2        | 1   | Richard Mille Racing Team | Charles Milesi        | 2 min 05 s 148 | + 2 s 377  | 14     |
| 15   | LMP2 Pro-Am | 45  | Algarve Pro Racing        | René Binder           | 2 min 05 s 370 | + 2 s 599  | 15     |
| 16   | LMP2        | 34  | Inter Europol Competition | Esteban Gutiérrez     | 2 min 05 s 383 | + 2 s 612  | 16     |
| 17   | LMP2 Pro-Am | 35  | Ultimate                  | Matthieu Lahaye       | 2 min 05 s 843 | + 3 s 072  | 17     |
| 18   | LMP2        | 23  | United Autosports USA     | Oliver Jarvis         | 2 min 05 s 849 | + 3 s 078  | 18     |
| 19   | LMP2 Pro-Am | 44  | ARC Bratislava            | Tijmen van der Helm   | 2 min 06 s 667 | + 3 s 896  | 19     |
| 20   | LMGTE Pro   | 91  | Porsche GT Team           | Gianmaria Bruni       | 2 min 14 s 301 | + 11 s 530 | 20     |
| 21   | LMGTE Pro   | 92  | Porsche GT Team           | Michael Christensen   | 2 min 14 s 481 | + 11 s 710 | 21     |
| 22   | LMGTE Pro   | 64  | Corvette Racing           | Nick Tandy            | 2 min 14 s 606 | + 11 s 835 | 22     |
| 23   | LMGTE Pro   | 51  | AF Corse                  | Alessandro Pier Guidi | 2 min 15 s 102 | + 12 s 331 | 23     |
| 24   | LMGTE Pro   | 52  | AF Corse                  | Miguel Molina         | 2 min 15 s 443 | + 12 s 672 | 24     |
| 25   | LMGTE Am    | 33  | TF Sport                  | Ben Keating           | 2 min 17 s 408 | + 14 s 637 | 25     |
| 26   | LMGTE Am    | 98  | Northwest AMR             | Paul Dalla Lana       | 2 min 18 s 912 | + 16 s 141 | 26     |
| 27   | LMGTE Am    | 56  | Team Project 1            | Brendan Iribe         | 2 min 19 s 700 | + 16 s 929 | 27     |
| 28   | LMGTE Am    | 85  | Iron Dames                | Christina Nielsen     | 2 min 20 s 789 | + 18 s 018 | 28     |
| 29   | LMGTE Am    | 46  | Team Project 1            | Nicolas Leutwiler     | 2 min 20 s 937 | + 18 s 166 | 29     |
| 30   | LMGTE Am    | 77  | Dempsey-Proton Racing     | Christian Ried        | 2 min 21 s 027 | + 18 s 256 | 30     |
| 31   | LMGTE Am    | 777 | D'Station Racing          | Satoshi Hoshino       | 2 min 21 s 168 | + 18 s 397 | 31     |
| 32   | LMGTE Am    | 54  | AF Corse                  | Thomas Flohr          | 2 min 21 s 787 | + 19 s 016 | 32     |
| 33   | LMGTE Am    | 88  | Dempsey-Proton Racing     | Fred Poordad          | 2 min 22 s 622 | + 19 s 851 | 33     |
| 34   | LMGTE Am    | 60  | Iron Lynx                 | Claudio Schiavoni     | 2 min 23 s 856 | + 21 s 085 | 34     |
| 35   | LMGTE Am    | 71  | Spirit of Race            | Franck Dezoteux       | 2 min 23 s 963 | + 21 s 192 | 35     |
| 36   | LMGTE Am    | 86  | GR Racing                 | Michael Wainwright    | 2 min 24 s 384 | + 21 s 613 | 36     |
| 37   | LMGTE Am    | 21  | AF Corse                  | Pas de temps          | —              | —          | 37     |

## La course

### Classement de la course
Voici le classement officiel au terme de la course.
- Les premiers de chaque catégorie du championnat du monde sont signalés par un fond jaune.
- Pour la colonne Pneus, il faut passer le curseur au-dessus du modèle pour connaître le manufacturier de pneumatiques.

| Pos | Classe    | no  | Écurie                    | Pilotes                                                | Châssis                        | Pneus | Tours | Temps                            |
| Pos | Classe    | no  | Écurie                    | Pilotes                                                | Moteur                         | Pneus | Tours | Temps                            |
| --- | --------- | --- | ------------------------- | ------------------------------------------------------ | ------------------------------ | ----- | ----- | -------------------------------- |
| 1   | Hypercar  | 7   | Toyota Gazoo Racing       | Mike Conway Kamui Kobayashi José María López           | Toyota GR010 Hybrid            | M     | 103   | 6 h 00 min 31 s 052              |
| 1   | Hypercar  | 7   | Toyota Gazoo Racing       | Mike Conway Kamui Kobayashi José María López           | Toyota 3,5 L V6 Bi-Turbo       | M     | 103   | 6 h 00 min 31 s 052              |
| 2   | Hypercar  | 36  | Alpine Elf Team           | André Negrão Nicolas Lapierre Matthieu Vaxiviere       | Alpine A480                    | M     | 103   | + 27 s 473                       |
| 2   | Hypercar  | 36  | Alpine Elf Team           | André Negrão Nicolas Lapierre Matthieu Vaxiviere       | Gibson GK458 4,5 L V8 Atmo     | M     | 103   | + 27 s 473                       |
| 3   | LMP2      | 31  | Team WRT                  | Sean Gelael Robin Frijns René Rast                     | Oreca 07                       | G     | 103   | + 1 min 06 s 185                 |
| 3   | LMP2      | 31  | Team WRT                  | Sean Gelael Robin Frijns René Rast                     | Gibson GK428 4,2 L V8 Atmo     | G     | 103   | + 1 min 06 s 185                 |
| 4   | LMP2      | 41  | Realteam par WRT          | Rui Andrade Ferdinand Habsburg Norman Nato             | Oreca 07                       | G     | 103   | + 1 min 40 s 676                 |
| 4   | LMP2      | 41  | Realteam par WRT          | Rui Andrade Ferdinand Habsburg Norman Nato             | Gibson GK428 4,2 L V8 Atmo     | G     | 103   | + 1 min 40 s 676                 |
| 5   | LMP2      | 38  | Jota                      | Roberto Gonzalez António Félix da Costa Will Stevens   | Oreca 07                       | G     | 103   | + 1 min 48 s 571                 |
| 5   | LMP2      | 38  | Jota                      | Roberto Gonzalez António Félix da Costa Will Stevens   | Gibson GK428 4,2 L V8 Atmo     | G     | 103   | + 1 min 48 s 571                 |
| 6   | LMP2      | 5   | Team Penske               | Dane Cameron Emmanuel Collard Felipe Nasr              | Oreca 07                       | G     | 103   | + 1 min 57 s 610                 |
| 6   | LMP2      | 5   | Team Penske               | Dane Cameron Emmanuel Collard Felipe Nasr              | Gibson GK428 4,2 L V8 Atmo     | G     | 103   | + 1 min 57 s 610                 |
| 7   | LMP2      | 22  | United Autosports USA     | Phil Hanson Filipe Albuquerque Will Owen               | Oreca 07                       | G     | 103   | + 1 min 57 s 901                 |
| 7   | LMP2      | 22  | United Autosports USA     | Phil Hanson Filipe Albuquerque Will Owen               | Gibson GK428 4,2 L V8 Atmo     | G     | 103   | + 1 min 57 s 901                 |
| 8   | LMP2      | 23  | United Autosports USA     | Alexander Lynn Oliver Jarvis Josh Pierson              | Oreca 07                       | G     | 102   | + 1 tour                         |
| 8   | LMP2      | 23  | United Autosports USA     | Alexander Lynn Oliver Jarvis Josh Pierson              | Gibson GK428 4,2 L V8 Atmo     | G     | 102   | + 1 tour                         |
| 9   | Hypercar  | 708 | Glickenhaus Racing        | Olivier Pla Romain Dumas Luis Felipe Derani            | SCG 007                        | M     | 102   | + 1 tour                         |
| 9   | Hypercar  | 708 | Glickenhaus Racing        | Olivier Pla Romain Dumas Luis Felipe Derani            | Glickenhaus 3,5 L V8 Turbo     | M     | 102   | + 1 tour                         |
| 10  | LMP2      | 9   | Prema ORLEN Team          | Robert Kubica Louis Delétraz Lorenzo Colombo           | Oreca 07                       | G     | 102   | + 1 tour                         |
| 10  | LMP2      | 9   | Prema ORLEN Team          | Robert Kubica Louis Delétraz Lorenzo Colombo           | Gibson GK428 4,2 L V8 Atmo     | G     | 102   | + 1 tour                         |
| 11  | LMGTE Pro | 51  | AF Corse                  | Alessandro Pier Guidi James Calado                     | Ferrari 488 GTE Evo            | M     | 102   | + 1 tour                         |
| 11  | LMGTE Pro | 51  | AF Corse                  | Alessandro Pier Guidi James Calado                     | Ferrari F154CB 3,9 L V8 Turbo  | M     | 102   | + 1 tour                         |
| 12  | LMGTE Pro | 92  | Porsche GT Team           | Michael Christensen Kévin Estre                        | Porsche 911 RSR-19             | M     | 102   | + 1 tour                         |
| 12  | LMGTE Pro | 92  | Porsche GT Team           | Michael Christensen Kévin Estre                        | Porsche 4,0 L Flat-6 Atmo      | M     | 102   | + 1 tour                         |
| 13  | LMGTE Pro | 52  | AF Corse                  | Miguel Molina Antonio Fuoco                            | Ferrari 488 GTE Evo            | M     | 102   | + 1 tour                         |
| 13  | LMGTE Pro | 52  | AF Corse                  | Miguel Molina Antonio Fuoco                            | Ferrari F154CB 3,9 L V8 Turbo  | M     | 102   | + 1 tour                         |
| 14  | LMP2      | 1   | Richard Mille Racing Team | Lilou Wadoux Sébastien Ogier Charles Milesi            | Oreca 07                       | G     | 101   | + 2 tours                        |
| 14  | LMP2      | 1   | Richard Mille Racing Team | Lilou Wadoux Sébastien Ogier Charles Milesi            | Gibson GK428 4,2 L V8 Atmo     | G     | 101   | + 2 tours                        |
| 15  | LMP2      | 83  | AF Corse                  | François Perrodo Nicklas Nielsen Alessio Rovera        | Oreca 07                       | G     | 101   | + 2 tours                        |
| 15  | LMP2      | 83  | AF Corse                  | François Perrodo Nicklas Nielsen Alessio Rovera        | Gibson GK428 4,2 L V8 Atmo     | G     | 101   | + 2 tours                        |
| 16  | LMP2      | 10  | Vector Sport              | Nico Müller Ryan Cullen Sebastien Bourdais             | Oreca 07                       | G     | 101   | + 2 tours                        |
| 16  | LMP2      | 10  | Vector Sport              | Nico Müller Ryan Cullen Sebastien Bourdais             | Gibson GK428 4,2 L V8 Atmo     | G     | 101   | + 2 tours                        |
| 17  | LMP2      | 45  | Algarve Pro Racing        | Steven Thomas James Allen René Binder                  | Oreca 07                       | G     | 101   | + 2 tours                        |
| 17  | LMP2      | 45  | Algarve Pro Racing        | Steven Thomas James Allen René Binder                  | Gibson GK428 4,2 L V8 Atmo     | G     | 101   | + 2 tours                        |
| 18  | LMGTE Pro | 64  | Corvette Racing           | Tommy Milner Nick Tandy                                | Chevrolet Corvette C8.R        | M     | 101   | + 2 tours                        |
| 18  | LMGTE Pro | 64  | Corvette Racing           | Tommy Milner Nick Tandy                                | Chevrolet 5,5 L V8 Atmo        | M     | 101   | + 2 tours                        |
| 19  | LMP2      | 35  | Ultimate                  | Jean-Baptiste Lahaye Matthieu Lahaye François Hériau   | Oreca 07                       | G     | 100   | + 3 tours                        |
| 19  | LMP2      | 35  | Ultimate                  | Jean-Baptiste Lahaye Matthieu Lahaye François Hériau   | Gibson GK428 4,2 L V8 Atmo     | G     | 100   | + 3 tours                        |
| 20  | LMGTE Pro | 91  | Porsche GT Team           | Gianmaria Bruni Richard Lietz                          | Porsche 911 RSR-19             | M     | 100   | + 3 tours                        |
| 20  | LMGTE Pro | 91  | Porsche GT Team           | Gianmaria Bruni Richard Lietz                          | Porsche 4,0 L Flat-6 Atmo      | M     | 100   | + 3 tours                        |
| 21  | LMGTE Am  | 77  | Dempsey-Proton Racing     | Christian Ried Sebastian Priaulx Harry Tincknell       | Porsche 911 RSR-19             | M     | 99    | + 4 tours                        |
| 21  | LMGTE Am  | 77  | Dempsey-Proton Racing     | Christian Ried Sebastian Priaulx Harry Tincknell       | Porsche 4,0 L Flat-6 Atmo      | M     | 99    | + 4 tours                        |
| 22  | LMGTE Am  | 33  | TF Sport                  | Ben Keating Henrique Chaves Marco Sørensen             | Aston Martin Vantage AMR       | M     | 99    | + 4 tours                        |
| 22  | LMGTE Am  | 33  | TF Sport                  | Ben Keating Henrique Chaves Marco Sørensen             | Aston Martin 4,0 L V8 Bi-Turbo | M     | 99    | + 4 tours                        |
| 23  | LMGTE Am  | 98  | NorthWest AMR             | Paul Dalla Lana David Pittard Nicki Thiim              | Aston Martin Vantage AMR       | M     | 99    | + 4 tours                        |
| 23  | LMGTE Am  | 98  | NorthWest AMR             | Paul Dalla Lana David Pittard Nicki Thiim              | Aston Martin 4,0 L V8 Bi-Turbo | M     | 99    | + 4 tours                        |
| 24  | LMGTE Am  | 54  | AF Corse                  | Thomas Flohr Francesco Castellacci Nick Cassidy        | Ferrari 488 GTE Evo            | M     | 99    | + 4 tours                        |
| 24  | LMGTE Am  | 54  | AF Corse                  | Thomas Flohr Francesco Castellacci Nick Cassidy        | Ferrari F154CB 3,9 L V8 Turbo  | M     | 99    | + 4 tours                        |
| 25  | LMGTE Am  | 46  | Team Project 1            | Matteo Cairoli Mikkel Pedersen Nicolas Leutwiler       | Porsche 911 RSR-19             | M     | 99    | + 4 tours                        |
| 25  | LMGTE Am  | 46  | Team Project 1            | Matteo Cairoli Mikkel Pedersen Nicolas Leutwiler       | Porsche 4,0 L Flat-6 Atmo      | M     | 99    | + 4 tours                        |
| 26  | LMGTE Am  | 86  | GR Racing                 | Michael Wainwright Riccardo Pera Ben Barker            | Porsche 911 RSR-19             | M     | 98    | + 5 tours                        |
| 26  | LMGTE Am  | 86  | GR Racing                 | Michael Wainwright Riccardo Pera Ben Barker            | Porsche 4,0 L Flat-6 Atmo      | M     | 98    | + 5 tours                        |
| 27  | LMGTE Am  | 777 | D'Station Racing          | Satoshi Hoshino Tomonobu Fujii Charlie Fagg            | Aston Martin Vantage AMR       | M     | 97    | + 6 tours                        |
| 27  | LMGTE Am  | 777 | D'Station Racing          | Satoshi Hoshino Tomonobu Fujii Charlie Fagg            | Aston Martin 4,0 L V8 Bi-Turbo | M     | 97    | + 6 tours                        |
| 28  | LMGTE Am  | 60  | Iron Lynx                 | Claudio Schiavoni Matteo Cressoni Giancarlo Fisichella | Ferrari 488 GTE Evo            | M     | 97    | + 6 tours                        |
| 28  | LMGTE Am  | 60  | Iron Lynx                 | Claudio Schiavoni Matteo Cressoni Giancarlo Fisichella | Ferrari F154CB 3,9 L V8 Turbo  | M     | 97    | + 6 tours                        |
| 29  | LMGTE Am  | 88  | Dempsey-Proton Racing     | Fred Poordad Patrick Lindsey Jan Heylen                | Porsche 911 RSR-19             | M     | 96    | + 7 tours                        |
| 29  | LMGTE Am  | 88  | Dempsey-Proton Racing     | Fred Poordad Patrick Lindsey Jan Heylen                | Porsche 4,0 L Flat-6 Atmo      | M     | 96    | + 7 tours                        |
| 30  | LMGTE Am  | 85  | Iron Dames                | Rahel Frey Doriane Pin Christina Nielsen               | Ferrari 488 GTE Evo            | M     | 96    | + 7 tours                        |
| 30  | LMGTE Am  | 85  | Iron Dames                | Rahel Frey Doriane Pin Christina Nielsen               | Ferrari F154CB 3,9 L V8 Turbo  | M     | 96    | + 7 tours                        |
| 31  | LMGTE Am  | 21  | AF Corse                  | Simon Mann Christoph Ulrich Toni Vilander              | Ferrari 488 GTE Evo            | M     | 94    | + 8 tours                        |
| 31  | LMGTE Am  | 21  | AF Corse                  | Simon Mann Christoph Ulrich Toni Vilander              | Ferrari F154CB 3,9 L V8 Turbo  | M     | 94    | + 8 tours                        |
| 32  | LMGTE Am  | 71  | Spirit of Race            | Franck Dezoteux Pierre Ragues Gabriel Aubry            | Ferrari 488 GTE Evo            | M     | 91    | + 12 tours                       |
| 32  | LMGTE Am  | 71  | Spirit of Race            | Franck Dezoteux Pierre Ragues Gabriel Aubry            | Ferrari F154CB 3,9 L V8 Turbo  | M     | 91    | + 12 tours                       |
| Nc. | LMGTE Am  | 56  | Team Project 1            | Brendan Iribe Ollie Millroy Ben Barnicoat              | Porsche 911 RSR-19             | M     | 93    | Accident                         |
| Nc. | LMGTE Am  | 56  | Team Project 1            | Brendan Iribe Ollie Millroy Ben Barnicoat              | Porsche 4,0 L Flat-6 Atmo      | M     | 93    | Accident                         |
| Nc. | LMP2      | 28  | Jota                      | Oliver Rasmussen Ed Jones Jonathan Aberdein            | Oreca 07                       | G     | 82    | Dommage à la suite d'un accident |
| Nc. | LMP2      | 28  | Jota                      | Oliver Rasmussen Ed Jones Jonathan Aberdein            | Gibson GK428 4,2 L V8 Atmo     | G     | 82    | Dommage à la suite d'un accident |
| Nc. | LMP2      | 34  | Inter Europol Competition | Jakub Śmiechowski Alex Brundle Esteban Gutiérrez       | Oreca 07                       | G     | 52    | Accident                         |
| Nc. | LMP2      | 34  | Inter Europol Competition | Jakub Śmiechowski Alex Brundle Esteban Gutiérrez       | Gibson GK428 4,2 L V8 Atmo     | G     | 52    | Accident                         |
| Nc. | Hypercar  | 8   | Toyota Gazoo Racing       | Sébastien Buemi Brendon Hartley Ryō Hirakawa           | Toyota GR010 Hybrid            | M     | 29    | Problème avec l'hybridation      |
| Nc. | Hypercar  | 8   | Toyota Gazoo Racing       | Sébastien Buemi Brendon Hartley Ryō Hirakawa           | Toyota 3,5 L V6 Bi-Turbo       | M     | 29    | Problème avec l'hybridation      |
| Nc. | LMP2      | 44  | ARC Bratislava            | Miroslav Konôpka Tijmen van der Helm Bent Viscaal      | Oreca 07                       | G     | 25    | Accident                         |
| Nc. | LMP2      | 44  | ARC Bratislava            | Miroslav Konôpka Tijmen van der Helm Bent Viscaal      | Gibson GK428 4,2 L V8 Atmo     | G     | 25    | Accident                         |

## Pole position et record du tour
- Pole position :  Olivier Pla (#708 Glickenhaus Racing) en 2 min 02 s 771
- Meilleur tour en course :  Sébastien Buemi (#8 Toyota Gazoo Racing) en 2 min 05 s 298

## Tours en tête
- no 708 SCG 007 - Glickenhaus Racing : 15 tours (1-15)[8],[9]
- no 8 Toyota GR010 Hybrid - Toyota Gazoo Racing : 14 tours (16-29)
- no 7 Toyota GR010 Hybrid - Toyota Gazoo Racing : 46 tours (30-33 / 52 / 63-103)
- no 10 Oreca 07 - Vector Sport : 2 tours (34-35)
- no 31 Oreca 07 - Team WRT : 26 tours (36-51 / 53-62)

## À noter
- Longueur du circuit : 7,003 9 km[10]
- Distance parcourue par les vainqueurs : 721,401 7 km